# قرانقو
رودخانهٔ قرانقو (قاررانقو) (قارلانقو) یکی از پرآب‌ترین و مهم‌ترین شعبات رود قزل‌اوزن است که از کوه‌های مرکزی و شرقی کوهستان سهند و کوه‌های اربت‌داغ، آغ‌داغ و هرم‌داغ سرچشمه می‌گیرد و در مسیر غربی - شرقی به سوی شهرستان هشترود و میانه جریان می‌یابد. برف سنگین کوهستان سهند بزرگ‌ترین منبع آب رودخانهٔ قرانقو است.
قرانقو چای حدفاصل بین شهرستان هشترود و چاراویماق است. درهٔ عمیقی که قرانقوچای در آن جاری است به نام دربند ضحاک معروف است. در این رودخانه چندین نوع ماهی از جمله ماهی قزل‌آلا و ماهی سفید زندگی می‌کنند.
سد سهند به مختصات ۳۷°۲۴′۴۲″ شمالی ۴۶°۵۳′۶″ شرقی / ۳۷٫۴۱۱۶۷°شمالی ۴۶٫۸۸۵۰۰°شرقی به منظور تأمین آب کشاورزی و شرب منطقه هشترود بر روی این رودخانه احداث شده‌است.